# ارين تشيس
ارين تشيس (بالإنجليزية: Warren Chase)‏ هو سياسي أمريكي، ولد في 5 يناير 1813، وتوفي في 25 فبراير 1891. حزبياً، نشط في حزب العمال في كاليفورنيا. وقد انتخب عضو مجلس ولاية كاليفورنيا وانتخب عضو مجلس ولاية ويسكونسن.